# Totolapa, Mexico City
Totolapa är en ort i Mexiko.   Den ligger i kommunen Magdalena Contreras och delstaten Distrito Federal, i den sydöstra delen av landet, 20 km sydväst om huvudstaden Mexico City. Totolapa ligger 2 593 meter över havet och antalet invånare är 121.
Terrängen runt Totolapa är bergig. Runt Totolapa är det mycket tätbefolkat, med 4 670 invånare per kvadratkilometer. Närmaste större samhälle är Álvaro Obregón, 9,6 km norr om Totolapa. Runt Totolapa är det i huvudsak tätbebyggt.